# Вімблдонський турнір 1978
Вімблдонський турнір 1978 проходив з 26 червня по 8 липня 1978 року на кортах Всеанглійського клубу лаун-тенісу і крокету в передмісті Лондона Вімблдоні. Це був 92-ий Вімблдонський чемпіонат, а також другий турнір Великого шолома з початку року.

## Огляд подій та досягнень
У чоловіків Бйорн Борг виграв свій третій Вімблдон поспіль. Для нього це був 6-ий титул Великого шолома.
У жінок Мартіна Навратілова виграла свій перший титул Великого шолома в одиночному розряді.

## Результати фінальних матчів

### Дорослі
| Одиночний розряд. Джентльмени Детальніше |                                |                      |
| Бйорн Борг                               | Джиммі Коннорс                 | 6–2, 6–2, 6–3        |
|                                          |                                |                      |
| Одиночний розряд. Леді Детальніше        |                                |                      |
| Мартіна Навратілова                      | Кріс Еверт                     | 2–6, 6–4, 7–5        |
|                                          |                                |                      |
| Парний розряд. Джентльмени Детальніше    |                                |                      |
| Боб Г'юїтт Фрю Макміллан                 | Джон Макінрой Пітер Флемінг    | 6–1, 6–4, 6–2        |
|                                          |                                |                      |
| Парний розряд. Леді Детальніше           |                                |                      |
| Керрі Рід Венді Тернбулл                 | Міма Яушовець Вірджинія Рузічі | 4–6, 9–8(12–10), 6–3 |
|                                          |                                |                      |
| Мікст Детальніше                         |                                |                      |
| Фрю Макміллан Бетті Стеве                | Рей Раффелс Біллі Джин Кінг    | 6–2, 6–2             |
|                                          |                                |                      |

### Юніори
| Одиночний розряд. Хлопці  |                 |               |
| Іван Лендл                | Джефф Терпін    | 6–3, 6–4      |
|                           |                 |               |
| Одиночний розряд. Дівчата |                 |               |
| Трейсі Остін              | Гана Мандлікова | 6–0, 3–6, 6–4 |
|                           |                 |               |

## Виноски
1. ↑  Gentlemen's Singles Finals 1877-2017. wimbledon.com. Wimbledon Championships. Архів оригіналу за 15 лютого 2018. Процитовано 22 липня 2017.
2. ↑  Borg Romps Past Connors. Milwaukee Journal Sentinel. Wimbledon, London, England. 8 липня 1978.{{cite news}}:  Обслуговування CS1: Сторінки з параметром url-status, але без параметра archive-url (посилання)
3. ↑  Ladies' Singles Finals 1884-2017. wimbledon.com. Wimbledon Championships. Архів оригіналу за 15 липня 2018. Процитовано 22 липня 2017.
4. ↑  Martina Navratilova Fulfills Her Highest Ambition. St. Joseph News-Press. Wimbledon, London, England. 8 липня 1978.